# MADiSON
MADiSON es un videojuego de terror en primera persona desarrollado y distribuido por la empresa argentina Bloodious Games. Fue lanzado el 8 de julio de 2022 para Microsoft Windows (mediante Steam, y GOG) y para las consolas PlayStation 4, PlayStation 5, y Xbox Series X/S. La versión para Nintendo Switch fue lanzada el 26 de agosto de 2022.

## Jugabilidad
MADiSON se centra en el uso de una cámara instantánea que permite conectar el mundo de los vivos con el de los muertos. De esta manera, el jugador utilizará la cámara a lo largo de la historia para resolver puzles, descubrir secretos que no pueden ser vistos a simple vista, ahuyentar entidades demoníacas, entre otros. El videojuego transcurre principalmente dentro de una gran casa, pero el jugador recorrerá diferentes escenarios, tales como una iglesia y túneles subterráneos, como se puede observar en los tráileres lanzados hasta el momento.

## Sinopsis
El juego tiene lugar en una gran casa, donde el jugador toma el control de Luca, un joven de 16 años que recibe una cámara instantánea por su cumpleaños número 16. Dicha cámara perteneció a una asesina serial 30 años antes, y a través de ella se contactará con el joven para darle fin a un macabro ritual.

## Desarrollo
El videojuego comenzó a desarrollarse en el año 2016, pero fue anunciado a través de una demo lanzada en itch un año más tarde. Dicha demo fue muy bien recibida por los usuarios, superando las 100 mil descargas en la plataforma. El estudio continuó con el desarrollo del videojuego y finalmente en el año 2021 anunció su lanzamiento para PC a través de un tráiler. Al presentar el segundo tráiler un mes más tarde en Gamescom, dieron a conocer la fecha oficial de lanzamiento tras 5 años de desarrollo, confirmando que el juego saldría el 7 de enero del 2022.
El estudio de desarrolladores pospuso la fecha de lanzamiento hasta el 24 de junio del 2022, alegando inconvenientes para publicar el juego bajo el nombre comercial previamente utilizado.
El desarrollo de una versión del videojuego para consolas fue confirmado y se prevé su lanzamiento para la misma fecha que la versión de PC. El mismo será publicado en PS5, PS4 y Xbox Series X/S, con un posible lanzamiento también en Nintendo Switch en torno a un mes después y una edición física en algunos países.
Finalmente es pospuesto una última vez, con fecha al 8 de julio de 2022, día en el que el juego es oficialmente lanzado.

## MADiSON VR
El día 30 de enero de 2023, el fundador de BLOODIOUS GAMES, Alexis Di Stefano, anunció oficialmente el desarrollo de una versión de realidad virtual llamada MADiSON VR. El anuncio fue hecho en una presentación de Perp Games a través de IGN.
MADiSON VR llegará más adelante en 2023 para las plataformas PSVR2 con ediciones físicas, y PCVR.

## Recepción
MADiSON recibió un puntaje de 75/100 en Metacritic en su versión de PC y también en su versión de Xbox Series X|S indicando críticas "generalmente favorables"
IGN calificó al juego con un puntaje de 7/10, escribiendo que MADiSON es un juego aterrador con sustos verdaderos. Shacknews le dio 9 de 10 estrellas, mencionando la narración del juego como consistente, contrastando con la tendencia habitual que tienen otros juegos con "un segundo acto lento con un comienzo increíble". El crítico elogió "la calidad de los puzles, la tensión que nunca decrece y la narrativa de la historia". HobbyConsolas nombró a MADiSON como el juego más terrorífico de los últimos tiempos, puntuándolo con un 8.5/10
En su lanzamiento, MADiSON fue incluido entre los 20 juegos más vendidos en Steam durante el mes de julio.
MADiSON fue reconocido científicamente como  El Juego Más Aterrador De Todos Los Tiempos, por The Science of Scare Project de Broadband Choices quienes se propusieron medir científicamente las formas de entretenimiento disponibles más aterradoras. Se invitó a 200 participantes a jugar más de 45 juegos de terror lanzados en las últimas tres décadas. En cada caso, se controló la frecuencia cardíaca de los sujetos durante el juego. La frecuencia cardíaca se midió en reposo, durante el juego, y se registraron los picos más altos en la frecuencia cardíaca. 
Los participantes jugando MADiSON registraron un promedio de 97 latidos/minutos, alcanzando un pico récord de 131 latidos/minutos, con la nueva IP venciendo a franquicias establecidas como Resident Evil and Silent Hill.
MADiSON fue declarado de «interés municipal y cultural» por el Concejo Deliberante de Berazategui, Provincia de Buenos Aires, Argentina.

## Premios
| Año  | Premio                   | Categoría                  | Resultado | Ref    |
| ---- | ------------------------ | -------------------------- | --------- | ------ |
| 2018 | Expo EVA 2018            | People's Choice            | Ganador   | [ 25 ] |
| 2022 | Expo EVA 2022            | Best Game                  | Ganador   | [ 26 ] |
| 2022 | NYX Game Awards          | Best Narrative             | Ganador   | [ 27 ] |
| 2022 | Moscow XII DROP Festival | Best Horror Game           | Ganador   | [ 28 ] |
| 2022 | TYGA 2022                | Best Spanish/Latin Game    | Ganador   | [ 29 ] |
| 2022 | Shacknews                | Best Horror Game           | Ganador   | [ 30 ] |
| 2022 | Rely On Horror           | Community Game Of The Year | Ganador   | [ 31 ] |

## Premios MADiSON VR
| Año  | Premio        | Categoría       | Resultado | Ref    |
| ---- | ------------- | --------------- | --------- | ------ |
| 2023 | Expo EVA 2023 | People's Choice | Ganador   | [ 32 ] |
| 2024 | The VRverse   | Best Horror     | Ganador   |        |